# Apamea multicolora
Apamea multicolora är en fjärilsart som beskrevs av Dyar 1904. Apamea multicolora ingår i släktet Apamea och familjen nattflyn. Inga underarter finns listade i Catalogue of Life.